# Богдановське сільське поселення (Ростовська область)
Богданівське сільське поселення — муніципальне утворення у складі Кам'янського району Ростовської області Росії.
Адміністративний центр поселення — хутір Богданов.
Населення — 4979 осіб (2010 рік).

## Географія
Богдановське сільське поселення розташоване на правобережжі Сіверського Дінця на сході Кам'янського району, займає площу — 293 км². Основні річки: Сіверський Донець та її права притока Говєйна.
Чисельність населення станом на 1 січня 2012 р. становить 4886 осіб.
Основні природні ресурси — камінь, сховища води (озера), поля.

## Історія
Хутір Богданов належав до Калитвннського юрту Донецького округу Області Війська Донського.
За даними ЦДІА СРСР, в 1891 році в хуторі була відкрита дерев'яна Миколаївська церква.
У 1920—1924 роках хутір Богданов відносився до Шахтинської округи Донецької губернії УСРР.
До 1925 року хутір Богданов був центром однойменного сільради в складі Кам'янського району Шахтинського округу Північно-Кавказького краю. У ньому значилося 176 дворів, 875 жителів, початкова школа, бібліотека і одне дрібнопромислове підприємство.

## Адміністративний устрій
До складу Богдановського сільської поселення входять:
- хутір Богданов — 676 осіб (2010 рік);
- селище Чистоозерний — 2193 осіб (2010 рік);
- селище Василовський — 460 осіб (2010 рік);
- селище Роз'їзд Північний Донець — 29 осіб (2010 рік);
- хутір Верхньоговєйний — 63 осіб (2010 рік);
- хутір Верхньоясиновський — 346 осіб (2010 рік);
- хутір Липов — 15 осіб (2010 рік);
- хутір Нижньоговєйний — 523 осіб (2010 рік);
- хутір Нижньосазонов — 125 осіб (2010 рік);
- хутір Нижньоясиновський — 204 осіб (2010 рік);
- хутір Перебійний — 35 осіб (2010 рік);
- хутір Середньоговєйний — 64 осіб (2010 рік);
- хутір Федорцев — 61 осіб (2010 рік);
- хутір Хоботок — 33 осіб (2010 рік);
- станція Репна — 129 осіб (2010 рік);
- роз'їзд Лавров — 23 осіб (2010 рік).

## Пам'ятки
- Довгий каньйон.